# Ibolya Vrábel
Ibolya Vrábel (* 13. Februar 1966 in Budapest) ist eine ehemalige ungarische Fußballnationalspielerin.

## Karriere
Ibolya spielt von 1984 bis 1992 beim ungarischen Verein 1. FC Femina. Dort wurde sie 1987/88 und 1990/91 ungarische Meisterin. 1990/91 wurde sie mit 36 Treffern in der Liga Torschützenkönigin. Ab 1992 spielte sie beim ungarischen Verein László Kórház SC.
Für die Nationalmannschaft spielte sie zwischen 1985 und 1991 in zwanzig Länderspielen, wobei sie fünf Treffer erzielte. Das wichtigste Tor erzielte sie im ersten Länderspiel gegen die Auswahl Deutschlands. Es ist bis heute der einzige Sieg einer ungarischen Auswahl gegen eine deutsche Auswahl. 
| Personendaten    | Personendaten               |
| ---------------- | --------------------------- |
| NAME             | Vrábel, Ibolya              |
| KURZBESCHREIBUNG | ungarische Fußballspielerin |
| GEBURTSDATUM     | 13. Februar 1966            |
| GEBURTSORT       | Budapest, Ungarn            |